# جری اسپنس (وکیل)
جرالد لئونارد اسپنس (زاده ۸ ژانویه ۱۹۲۹) یک وکیل نیمه بازنشسته آمریکایی است. وی عضو سالن مشاهیر وکلای دادگاه آمریکا است. اسپنس هرگز به عنوان دادستان یا وکیل مدافع در هیچ پرونده کیفری و از سال ۱۹۶۹ در پرونده مدنی شکست نخورده‌است.

## زمینه
اسپنس از فارغ‌التحصیل دانشگاه وایومینگ در سال ۱۹۴۹ و از دانشگاه کالج وایومینگ قانون در سال ۱۹۵۲. در مه ۱۹۹۰ به درجه دکترای افتخاری اعطا شد. او کار خود را در ریورتون، وایومینگ آغاز کرد و بعداً یک وکیل مدافع موفق صنعت بیمه شد. سالها بعد، اسپنس گفت که او "چراغ را دید" و به نمایندگی از مردم به جای شرکت‌ها، شرکت‌های بیمه، بانک‌ها یا " تجارت بزرگ " متعهد شد.
از سال ۱۹۵۴ تا ۱۹۶۲ به عنوان دادستان دادستانی شهرستان فرمونت، وایومینگ خدمت کرد.

## پرونده‌های مشهور

### کارن سیلک وود
اسپنس برای پرونده کارن سیلک وود جلب توجه کرد. کارن سیلک وود تکنسین شیمیایی در کارخانه محصول پلوتونیوم کر- مک گی بود، جایی که وی به یک فعال و منتقد صوتی ایمنی تبدیل شد، همچنین به عنوان افشاگر شناخته می‌شود. در تاریخ ۱۳ نوامبر ۱۹۷۴، پس از جمع‌آوری شواهد برای اتحادیه خود، پس از جمع‌آوری مدارک، سیکل وود در یک تصادف با یک خودرو در شرایط مشکوک درگذشت. اسپنس نماینده پدر و فرزندان سیلک وود بود که متهم شدند که کر-مک گی مسئول قرار گرفتن در معرض سطوح خطرناک پرتو است. اسپنس ۱۰٫۵ میلیون دلار حکم برای خانواده کسب کرد.
در سال ۱۹۸۴، دیوان عالی ایالات متحده از حق خانواده برای شکایت در مورد خسارتهای مجازاتی ناشی از یک صنعت تنظیم شده توسط فدرال حمایت کرد. پرونده کارن سیلک وود به شهرت بین‌المللی دست یافت و موضوع بسیاری از کتاب‌ها، مجلات و مقالات روزنامه‌ها و فیلم اصلی فیلم سیلک‌وود با بازی مریل استریپ به عنوان کارن سیلک‌وود بود.

### موارد دیگر
پس از پرونده کارن سیلک وود تعدادی از پرونده‌های مطرح را مورد آزمایش قرار داد. وی از سال ۱۹۶۹ یک پرونده مدنی را از دست نداده‌است و هرگز با یک دادرسی هیئت منصفه پرونده جنایی را از دست نداده‌است؛ و یک پرونده قتل در سال ۱۹۸۵ در یک دادگاه در نیوپورت، اورگان در دسامبر ۱۹۸۵ از دست داد، بعداً در تجدید نظر غالب شد.
اسپنس با موفقیت در دفاع از برترپنداری نژاد سفید رندی ویور به اتهام قتل، حمله، توطئه و اتهام اسلحه در روبی ریج، آیداهو، پرونده خاتمه فدرال، با مقابله با موفقیت رفتار اداره تحقیقات فدرال و آزمایشگاه جرم و جنایت آن را به موفقیت رساند.
او همچنین با موفقیت از اد کانتل در پرونده راک اسپرینگز، وایومینگ، پرونده قتل دفاع کرد و وی به اتهام راکتی فدرال، تبرئه بانوی اول فیلیپین سابق ایملدا مارکوس در نیویورک سیتی را بدست آورد.
اسپنس از دیوید فورمن دفاع کرد. دیوید فورمن، که در سال ۱۹۹۰ به دلیل توطئه ادعا شده برای خرابکاری در یک ایستگاه پمپاژ آب متهم به توطئه شد.
در تاریخ ۲ ژوئن ۲۰۰۸، اسپنس تبرئه وکیل دیترویت، جفری فیگر، که به اتهام مشارکت غیرقانونی در تبلیغات انتخاب شده بود، بدست آورد. هیئت منصفه دادگاه فدرال قبل از بازگشت حکم غیرقانونی، ۱۸ ساعت از ۴ روز را بررسی کرد. این تبرئه سابقه اسپنس را حفظ کرد که هرگز پرونده کیفری را از دست نداد.
در دادخواستهای مدنی، اسپنس به نمایندگی از یک شرکت بستنی کوچک و خانوادگی، حکم ۵۲ میلیون دلاری علیه شرکت مک دونالد کسب کرد. حکم خطاهای پزشکی بیش از ۴ میلیون دلار استاندارد جدیدی را برای مراقبت از پرستاری در یوتا ایجاد کرد. در سال ۱۹۹۲ اسپنس پس از آنکه یک شرکت بیمه بزرگ حاضر به پرداخت مبلغ ۵۰٬۰۰۰ دلار نشد، ۳۳٫۵ میلیون دلار حکم به دلیل خسارتهای عاطفی و تنبیهی برای مشتری فلج چهاراندام خود به دست آورد.

## علاقه عمومی و کارهای تلویزیونی
سالها است که اسپنس در دانشکده‌های حقوق سخنرانی کرده و سمینارهایی را در سازمانهای مختلف حقوقی در سراسر کشور برگزار می‌کند.
وی بنیانگذار و مدیر کالج غیرانتفاعی دادگاه وکلا است، جایی که، طبق گفته‌های مأموریت، وکلا و قضات "متعهد به سیستم هیئت منصفه" به منظور دستیابی به عدالت برای افرادی که با "ظلم و شرکتی و دولتی"، به‌ویژه کسانی آموزش دیده‌اند. افرادی که می‌توان آنها را "فقیر، مجروح، بی صدا، بی دفاع " توصیف کرد.
اسپنس همچنین بنیانگذار وکلا در وایومینگ، یک مؤسسه حقوقی غیرانتفاعی و دارای منافع عمومی است.
اسپنس به عنوان مشاور حقوقی تلویزیون ان‌بی‌سی که محاکمه او.جی. سیمپسون را پوشش می‌داد خدمت کرده‌است و در نمایشگاه‌های اوپرا وینفری، لری کینگ لایو و جرالدو ظاهر شده‌است. او به‌طور خلاصه نمایش گفتگوی خود را درام‌اس‌ان‌بی‌سی داشت که او از خانه خود در وایومینگ میزبانی کرد.

## زندگی بعدی
اسپنس پس از برنده شدن در تبرئه فیگر در سال ۲۰۰۸، به اعضای هیئت منصفه گفت: "این آخرین پرونده من است. من در ژانویه ۸۰ سال خواهم بود و زمان آن است که من شمشیر را کنار بگذارم. " در سال ۲۰۱۰، اسپنس همچنان به عنوان شریک فعال در مؤسسه حقوقی اسپنس، واقع در جکسون است. پرونده بعدی جری اسپنس، دادخواست مدنی به علت حبس غیرقانونی، در دسامبر ۲۰۱۲ هنگامی که هیئت منصفه نتوانست به یک تصمیم متفق‌القول برسد، با یک دادرسی به پایان رسید.

## کتابشناسی جزئی
گری اسپنس نویسنده کتاب های زیادی است. و از سال ۲۰۱۲ حداقل برای دو مورد دیگر تحت نظارت کمیسیون قرار گرفت، از جمله:
- e - زندگی و محاکمات من (دوبله ۱۹۸۲) شابک ‎۹۷۸۰۳۸۵۱۷۷۰۳۰
- از قتل و جنون: یک داستان واقعی از جنون و قانون (دوبله ۱۹۸۳) شابک ‎۹۷۸–۰۳۸۵۱۸۸۰۱۲
- محاکمه توسط آتش: داستان واقعی فجایع زن در دست قانون (ویلیام مورو ۱۹۸۶) شابک ‎۹۷۸۰۶۸۸۰۶۰۷۵۶
- با عدالت برای هیچ‌کدام: از بین بردن یک اسطوره آمریکایی (کتاب‌های بار ۱۹۸۹) شابک ‎۹۷۸۰۱۴۰۱۳۳۲۵۷
- از آزادی تا بردگی: تولد دوباره ظلم در آمریکا (مطبوعات سنت مارتین ۱۹۹۳) شابک ‎۹۷۸–۰۳۱۲۱۴۳۴۲۸
- چگونه استدلال و پیروزی در هر زمان: در خانه، محل کار، دادگاه، در همه جا، هر روز (مطبوعات سنت مارتین ۱۹۹۵) شابک ‎۰-۳۱۲-۱۴۴۷۷-۶
- ساختن یک وکیل کشور (مطبوعات سنت مارتین ۱۹۹۶) شابک ‎۹۷۸–۰۳۱۲۱۴۶۷۳۳
- OJ: آخرین کلمه (مطبوعات سنت مارتین ۱۹۹۷) شابک ‎۹۷۸–۰۳۱۲۱۸۰۰۹۶
- به من آزادی بدهید: خود را در قرن بیست و یکم آزاد کنید (مطبوعات سنت مارتین ۱۹۹۸) شابک ‎۰۳۱۲۲۴۵۶۳۷
- تابستان پسرانه: پدران و پسران با هم (مطبوعات سنت مارتین ۱ ژوئن ۲۰۰۰) شابک ‎۹۷۸–۰۳۱۲۲۰۲۸۲۸
- گری اسپنس وایومینگ: چشم‌انداز (مطبوعات سنت مارتین ۱۹ اکتبر ۲۰۰۰) شابک ‎۹۷۸–۰۳۱۲۲۰۷۷۶۲
- ستاره‌های نیمه ماه و خالی (ضبط کننده، ۲۰۰۱) شابک ‎۰-۷۴۳۲-۰۲۷۶-۷
- هفت قدم ساده برای آزادی شخصی: کتابچه راهنمای مالک برای زندگی (سنت مارتین گریفین ۱ نوامبر ۲۰۰۲) شابک ‎۹۷۸–۰۳۱۲۳۰۳۱۱۲
- تفنگ سیگار: روز به روز از طریق یک محاکمه قاتلانه تکان دهنده (نویسنده ۲۰۰۳) شابک ‎۹۷۸–۰۷۴۳۲۴۶۹۶۵
- برنده شدن در مورد شما: نحوه ارائه، اقناع و پیروزی — هر مکان، هر زمان (مطبوعات سنت مارتین ۲۰۰۶) شابک ‎۰-۳۱۲-۳۶۰۶۷-۳
- سگهای خونخوار و نعمت‌های قدرتمند: ظهور و خطرات فرهنگ جدید نفرت‌انگیز محافظه کار (مطبوعات سنت مارتین ۲۰۰۶) شابک ‎۹۷۸–۰۳۱۲۳۶۱۵۳۲
- The Lost Frontier: تصاویر و روایت (گیبس اسمیت ۱ اکتبر ۲۰۱۳) شابک ‎۹۷۸–۱۴۲۳۶۳۲۹۰۰
- ایالت پلیس: نحوه برخورد پلیس با قتل با قتل (مطبوعات سنت مارتین در تاریخ ۸ سپتامبر ۲۰۱۵) شابک ‎۹۷۸–۱۲۵۰۰۷۳۴۵۷
- Court of Lies (Forge Books (19 فوریه ۲۰۱۹)) شابک ‎۹۷۸-۱-۲۵۰-۱۸۳۴۸-۴